# Ituango
Ituango – miasto w Kolumbii, w departamencie Antioquia.